# Geburten verboten
Geburten verboten (Alternativtitel ZPG – Die Erde stirbt, Originaltitel Z.P.G.) ist ein US-amerikanischer dystopischer Science-Fiction-Film von Michael Campus aus dem Jahre 1972. Er thematisiert das Problem der Überbevölkerung und deren mögliche ökologische und gesellschaftliche Auswirkungen. Die Abkürzung Z.P.G. des englischen Original- und deutschen Alternativtitels steht für die englische Wortfolge Zero Population Growth (dt. „Bevölkerungswachstum Null“).

## Handlung
Im 21. Jahrhundert hat der Mensch die Umwelt zerstört. Fauna und Flora sind fast vollständig verschwunden, die Meere verseucht und der Aufenthalt im Freien ist wegen der Luftverschmutzung nur noch mit Hilfe von Atemschutzmasken möglich. Überbevölkerung kennzeichnet den Planeten. Um die damit verbundenen Probleme zu lösen, beschließt die Weltregierung ein Geburtenverbot für die nächsten 30 Jahre. Frauen, die bereits schwanger sind, müssen abtreiben. Verstöße gegen den Erlass werden mit der Todesstrafe geahndet. Um Ehepaaren dennoch die Illusion eines geordneten und glücklichen Familienlebens vorzugaukeln, können in speziellen Kaufhäusern, so genannten Baby Shops, sprechende Kinderpuppen käuflich erworben werden. 
Russ McNeil und seine Ehefrau Carol können und wollen sich mit dieser Scheinwelt nicht abfinden, sie zeugen schließlich ein Kind. Da beide sich der ständigen Gefahr bewusst sind, dass das Kind möglicherweise entdeckt wird, versteckt McNeil in der Kanalisation direkt unterhalb des Hinrichtungsplatzes ein Schlauchboot, mit dem sie fliehen wollen. Das Kind wird von ihren Nachbarn entdeckt und ruft bei diesen Neidgefühle hervor. Sie wollen das Kind mit ihnen teilen. Als McNeil sich nicht darauf einlässt, werden sie von den Nachbarn denunziert und zum Tode verurteilt.
Auf dem Hinrichtungsplatz senkt sich eine luftdichte Haube über McNeil, seine Frau und das Baby, die die drei ersticken soll. McNeil gelingt es aber, sich mit Hilfe eines Meißels einen Weg in den Untergrund zu der Stelle zu bahnen, an der er vorher das Schlauchboot versteckt hatte. Durch die Kanalisation können sie fliehen und gelangen schließlich über das offene Meer zu einem Sandstrand.

## Hintergrund
Geburten verboten startete am 7. April 1972 in San Francisco, USA. Der Film wurde in Deutschland nicht in den Kinos gezeigt, sondern am 7. April 1979 erstmals im Fernsehen ausgestrahlt und 1983 als ZPG – Die Erde stirbt auf Video veröffentlicht.

## Kritiken
„Durchschnittlicher Science-Fiction-Film, dessen überforderter Regisseur die Möglichkeiten des Themas weitgehend verspielt.“

„Der handwerklich stellenweise nicht schlecht gemachte Streifen verliert dadurch viel von seiner Durchschlagskraft, indem er in endlosen Großaufnahmen die auf Neurotikerinnen spezialisierte Geraldine Chaplin als leidende Mutter zeigt, und riß Festivalbesucher zu wahren Heiterkeitsausbrüchen hin, als Oliver Reed sich allen Ernstes anschickt, mit einem Meißel einen Tunnel durch eine Straßendecke zu bohren.“

„Hier wurde aus einem brennend aktuellen Thema leider ein schwacher Film gebastelt, der nicht aufrüttelt, sondern stellenweise sogar seine Längen hat.“